# Damian Williams (advogado)
Andre Damian Williams Jr (nascido em 1980) é um advogado norte-americano que é o Procurador dos Estados Unidos para o Distrito Sul de Nova Iorque. Ele é o primeiro procurador federal afro-americano para o Distrito Sul de Nova Iorque.